# Hydrocotyle acutiloba
Hydrocotyle acutiloba är en växtart i släktet Hydrocotyle och familjen araliaväxter.
Arten är en perenn ört som förekommer i östra Australien. Den beskrevs först som Hydrocotyle hirta var. acutiloba av Ferdinand von Mueller 1864, och fick sitt nu gällande namn av Norman Arthur Wakefield 1951.